# Android Native Development Kit

L'Android Native Development Kit ou Android NDK est une interface de programmation du système d'exploitation Android permettant de développer directement dans le langage du matériel cible, par opposition au Android SDK qui est une abstraction en bytecode Java, indépendante du matériel.